# Jordi Faulí i Oller
Jordi Faulí i Oller (Barcelona, 1959) es un arquitecto español, titulado en 1992. Es el actual arquitecto director del Templo Expiatorio de la Sagrada Familia.

## Biografía
En 1990 se incorporó a las obras del templo dentro del equipo dirigido por Jordi Bonet i Armengol. Con Josep Gómez colaboró en el análisis estructural del templo gaudiniano, incorporando las nuevas tecnologías (CAD, simulación por ordenador, imágenes 3D) para elaborar un plano virtual del templo que permitiese recrear hasta el último detalle el proyecto elaborado por Gaudí y llevarlo a ejecución. 
Se doctoró en 2009 con una tesis sobre la continuidad y composición en las columnas y bóvedas del Templo de la Sagrada Familia.
En 2012 sustituyó a Jordi Bonet como arquitecto coordinador y director de las obras, por encargo del Patronato de la Junta Constructora de la Sagrada Familia.
Es autor de Pequeña historia de la Sagrada Familia (2010) y Sagrada Familia: Opus Magnum de Gaudí (2012, con Joan Bassegoda, Jordi Bonet y Etsuro Sotoo).
En 2017 fue nombrado académico numerario de la Real Academia Catalana de Bellas Artes de San Jorge y miembro numerario adscrito a la Sección de Ciencias y Tecnologías del Instituto de Estudios Catalanes.